# Großer Berberitzenspanner
Der Große Berberitzenspanner (Hydria cervinalis) ist ein Schmetterling (Nachtfalter) aus der Familie der Spanner (Geometridae).

## Synonyme
- Rheumaptera cervinalis Scopoli, 1763[1]
- Phalaena cervinalis Scopoli, 1763

## Lebensweise

### Flug- und Raupenzeiten
Der Große Berberitzenspanner bildet eine Generation im Jahr, die von Ende März bis Anfang Juli fliegt. Die Raupen sind von Juni bis Juli anzutreffen.